# 産業資本
産業資本（さんぎょうしほん、industrial capital、ドイツ語: industrielles Kapital）とは、18世紀後半から19世紀前半にかけての産業革命の結果成立した資本主義的生産の基軸となる資本形態のことであり、主たる資産が産業設備である資本のこと、また、産業とくに工業を基盤とする営利企業のことをいう。製造業や鉱業、物流業などにおける資本がそれにあたり、その流通過程より利潤を獲得する。産業資本は、近代に独自の資本形態である。

## 概要
18世紀末に紡績機械の改良をきっかけとして、イギリスでは新興の木綿工業が飛躍的に発展した。これが産業革命のはじまりである。産業資本は、この産業革命により登場した資本形態であり、それに先立つ商業資本や高利貸資本とは異なり、生産過程をその内部にもつ。産業資本成立のためには、農民から土地を収奪し、彼らを生産手段をもたない労働者階級に転化する「資本の本源的蓄積」のプロセスが歴史的に先行しなければならない。産業資本が近代に独自の資本形態とされるのは、そのためである。イギリスでは、1830年前後には、蒸気機関や紡績機、綿布機械などが発明・改良されて工場制度の下に大生産がおこなわれ、資本家が多数の労働者を雇用して一定の規律のもとに労働させるシステム（資本制的生産様式、あるいは単に資本主義）が形成されていった。
マルクス経済学の説明では、生産資本の活動は、まず貨幣形態（G）で投下され、それによって生産手段（産業設備、土地など）と労働力商品（商品としての労働力）が購入され、賃金によって労働者を働かせ、機械等の産業設備を稼動させる（生産過程Pを進行させる）ことによって剰余価値を内包する商品（W'）を生産し、それを流通させ、最終的に販売することによって利潤を上げる。すなわち、価値はこの過程で増殖するのであり、利潤の源泉は商品生産過程において生じた剰余価値ということになる。こうして、賃労働と資本の結合によって生まれた利潤は、さらに新たな生産手段の獲得のために再投資され、生産活動と利潤の拡張を自己目的として、これら全体の営為が繰り返される。
産業革命当初に形成された産業資本は、初期投資の額が比較的軽微ですむ繊維工業などの軽工業分野の資本であった。それがやがて、製鉄業、機械工業、鉱業、鉄道建設などに拡大されるにつれ、それぞれの分野において産業資本が生まれた。
歴史的にみれば、先行して成立した商業資本（G―W―G'）や高利貸資本（G…G'）は、産業資本の成立とともに、これに従属し、以後は産業資本の部分的機能を代行するのみの従属的な役割を果たすだけになった。産業資本はまた、先行するギルド組織が商工業者の自治理念に発しながら自己の組織・利害を守ること自体を目的としたのに対し、それが資本制的システムの自由な展開にとって障害となってきたところから、「営業の自由（freedom of trade）」を主張した。それが、アダム・スミスの『諸国民の富』（国富論）で主張されるところの「経済における自由放任主義」（自由主義経済）である。スミスの唱えた経済学は自由競争時代の産業資本家の利益を代弁するものであった。そしてまた、「営業の自由（freedom of trade）」は、やがて「自由貿易（free trade）」の主張となっていく。
産業資本が成長し、規模の拡大や多業種への活動拡大に金融資本が関与するようになると、資本主義は独占資本が一国のほとんど全産業を支配する独占資本主義の段階へと移り、国際政治のうえでは、列強によって帝国主義の政策が採られるようになった。